# 싼자쯔 만족 향
싼자쯔 만족 향(만주어:ᡳᠯᠠᠨ ᠪᠣᠣ 
ᠮᠠᠨᠵᡠ 
ᡠᡴᠰᡠᡵᠠ 
ᡤᠠᡧᠠᠨ ilan boo manju uksura gašan, 중국조선어: 삼가자만족향, 중국어 간체: 三家子满族乡)은 중화인민공화국 지린성 옌볜 조선족 자치주 훈춘시 관할의 만주족 민족향이다.